# 海因里希·埃爾勒
海因里希·埃爾勒（德語：Heinrich Ehrler），在第二次世界大戰期間是納粹德國空軍的軍事飛行員和空軍中校。作為王牌飛行員，他在400多次戰鬥任務中擊落了208架敵機。他的大部分勝利是在東部戰線上取得的，另有九項在西部戰線上取得，其中包括八架梅塞施密特Me 262噴氣式戰鬥機。